# Helge Perälä
Helge Perälä (Helge Anton Perälä; * 3. Juni 1915 in Vehkalahti, Hamina; † 13. Februar 2010 in Tampere) war ein finnischer Langstreckenläufer.
1946 gewann er bei den Leichtathletik-Europameisterschaften in Oslo Silber über 10.000 m und erreichte über 5000 m nicht das Ziel.
Bei den Olympischen Spielen 1948 in London wurde er über 5000 m Elfter.
1947 wurde er Finnischer Meister über 5000 m und im Crosslauf.

## Persönliche Bestzeiten
- 5000 m: 14:25,6 min, 6. September 1947, Stockholm
- 10.000 m: 30:22,6 min, 9. Juli 1948, Helsinki